# Aponiusz
Aponiusz (IV/V wiek) – imię autora Wykładu Pieśni nad Pieśniami – alegorycznego dzieła, które powstało między 410 a 415 rokiem, prawdopodobnie w Rzymie.